# Världscupen i nordisk kombination 1985/1986
Världscupen i nordisk kombination 1984/1985 hölls 21 december 1985-22 mars 1986 och vanns av Hermann Weinbuch, Västtyskland före Thomas Müller, Västtyskland och Geir Andersen, Norge.

## Tävlingskalender
| Deltävling | Datum            | Plats          | Tävlingstyp                 | 1.                | 2.                | 3.                 |
| ---------- | ---------------- | -------------- | --------------------------- | ----------------- | ----------------- | ------------------ |
| 1.         | 21 december 1985 | Treviso        | Gundersen K90/15 kilometer  | Geir Andersen     | Hermann Weinbuch  | Thomas Müller      |
| 2.         | 29 december 1985 | Oberwiesenthal | Gundersen K90/15 kilometer  | Thomas Müller     | Uwe Dotzauer      | Hermann Weinbuch   |
| 3.         | 4 januari 1986   | Schonach       | Gundersen K90/15 kilometer  | Hermann Weinbuch  | Thomas Müller     | Fredy Glanzmann    |
| 4.         | 18 januari 1986  | Murau          | Gundersen K90/15 kilometer  | Hermann Weinbuch  | Hallstein Bøgseth | Thomas Müller      |
| 5.         | 28 februari 1986 | Lahtis         | Gundersen K90/15 kilometer  | Hermann Weinbuch  | Geir Andersen     | Klaus Sulzenbacher |
| 6.         | 14 mars 1986     | Oslo           | Gundersen K115/15 kilometer | Hallstein Bøgseth | Hermann Weinbuch  | Klaus Sulzenbacher |
| 7.         | 22 mars 1986     | Štrbské Pleso  | Gundersen K90/15 kilometer  | Hermann Weinbuch  | Hubert Schwarz    | Geir Andersen      |

## Slutställning
| Placering | Tävlande           | Poäng |
| 1.        | Hermann Weinbuch   | 120   |
| 2.        | Thomas Müller      | 86    |
| 3.        | Geir Andersen      | 81    |
| 4.        | Hallstein Bøgseth  | 73    |
| 5.        | Hubert Schwarz     | 48    |
| 6.        | Fredy Glanzmann    | 44    |
| 7.        | Klaus Sulzenbacher | 43    |
| 8.        | Gian-Paolo Mosele  | 41    |
| 9.        | Espen Andersen     | 40    |
| 9.        | Andreas Schaad     | 40    |
| . . .     |                    |       |
| 19.       | Tadeusz Bafia      | 13    |

| Placering | Tävlande        | Poäng |
| 1.        | Västtyskland    | 421   |
| 2.        | Norge           | 327   |
| 3.        | Schweiz         | 121   |
| 4.        | Österrike       | 114   |
| 5.        | Finland         | 84    |
| 6.        | Östtyskland     | 75    |
| 7.        | Sovjetunionen   | 70    |
| 8.        | Italien         | 56    |
| 9.        | Tjeckoslovakien | 40    |
| 10.       | Polen           | 39    |